# José Rafael Herrera
José Rafael Herrera Linares (Caracas, 4 de marzo de 1959) es un profesor de filosofía y ciencias políticas venezolano, de la Universidad Central de Venezuela (UCV). Tiene 4 hijas y está casado con Dora Lisa Díaz Rodríguez. Actualmente radica en los Estados Unidos de América.

## Carrera
Fue un profesor e investigador de la Escuela de Filosofía de la Universidad Central de Venezuela. Se graduó como Licenciado en Filosofía (1983) y Doctor en Ciencias Políticas (1998) en la misma universidad. Desde 1986 hasta 2017 dictó clases sobre Spinoza, Hegel y Marx en la misma universidad. Su pensamiento se desarrolló dentro de la corriente del historicismo filosófico.
Posteriormente fue Director de la Escuela de Filosofía de esta misma universidad entre 2001 y 2005. También ejerció como rector de la Universidad Nacional Experimental Rómulo Gallegos (UNERG) entre 1999 y 2001. Además fue subdirector de cultura y director encargado en el período de 1996 a 1999 (UCV). Desde 2013 hasta 2015 se ocupó como Director de cultura de la UCV.

## Publicaciones

### Libros
| Año  | Título                                                                                     | Editorial                                   | Ciudad  | ISBN             | Notas sobre la edición |
| ---- | ------------------------------------------------------------------------------------------ | ------------------------------------------- | ------- | ---------------- | --- |
| 1999 | La filosofía de Cecilio Acosta                                                             | EBUC (Ediciones de la Biblioteca de la UCV) | Caracas | 980-001415-2     | Extraído de la contraportada: «[…] Se estudian los orígenes de la crisis de la formación cultural (Bildung) venezonala durante el siglo XIX a través de la filosofía de […] Cecilio Acosta». |
| 2009 | Principios de filosofía de la praxis                                                       | EBUC (Ediciones de la Biblioteca de la UCV) | Caracas | 980-002544-4     | Introducción a la filosofía de la praxis, a partir del estudio de Hegel y Marx, y los conceptos que se manejan en ambos: dialéctica, Estado, historia y libertad, entre otros. |
| 2011 | Tres fundamentaciones de la filosofía marxista en Venezuela: una aproximación hermenéutica | EBUC (Ediciones de la Biblioteca de la UCV) | Caracas | 978-980-002634-2 | Extraído de la contraportada: «la filosofía marxista tiene que hacer un […] estudio […] de tres de sus figuras […]: J. R. Núñez Tenorio, Federico Riu y Ludovico Silva». |
| 2013 | Bajo el signo de los dioses: Beethoven, Hölderlin y Hegel o los rostros de la simulación   | bid & co. editor                            | Caracas | 980-403044-6     | Extraído de la contraportada: «la sensibilidad estética [Beethoven], la evocación religiosa inmanente a la poesía [Hölderlin] y, finalmente, la crítica de la razón histórico-filosófica [Hegel]». |
| 2021 | Un hegeliano heraclíteo: conversaciones con A. Carrodeguas                                 | Lulu                                        | Caracas | 9781667121307    | Es una revisión y análisis sobre la expresión crítica de Terry Pinkard: «Hegel es uno de esos pensadores de los que toda persona culta cree saber algo. Su filosofía fue la precursora de la teoría de la historia de Karl Marx, pero a diferencia de Marx, que era materialista, Hegel fue un idealista en el sentido de que pensaba que la realidad era espiritual en última instancia, y que esta realidad se desarrollaba según un proceso de tesis/antítesis/síntesis. Hegel glorificó también el estado prusiano, sosteniendo que era obra de Dios, la perfección y culminación de toda historia humana: todos los ciudadanos de Prusia le debían lealtad incondicional a su Estado, que podía disponer a su antojo de ellos. Hegel desempeñó un gran papel en la formación del nacionalismo, el autoritarismo y el militarismo alemanes con sus celebraciones cuasi-místicas de lo que él llamaba pretenciosamente “lo absoluto”». |

### Traducciones
| Autor         | Año de edición | Año de publicación original | Título original                            | Título traducido                                                | Traductor(es)                                  | Editorial           | ISBN o ISSN        | Edición digital | Edición impresa |
| ------------- | -------------- | --------------------------- | ------------------------------------------ | --------------------------------------------------------------- | ---------------------------------------------- | ------------------- | ------------------ | --------------- | --------------- |
| G.W.F. Hegel  | (desc.)        | 1971                        | Aphorismen aus Hegels Wastebook: 1803-1806 | Los aforismos de Jena                                           | José Rafael Herrera                            | Estudios Hegelianos | ✘                  | ✔               | ✘               |
| G.W.F. Hegel  | (desc.)        | 1807                        | Wer denkt abstrakt?                        | ¿Quién piensa abstractamente?                                   | José Rafael Herrera                            | Estudios Hegelianos | ✘                  | ✔               | ✘               |
| Maquiavelo    | 1999           | 1513                        | Il principe                                | El príncipe                                                     | José Rafael Herrera y Alejandro Bárcenas       | El Nacional         | ISBN: 980-6423-364 | ✔               | ✔               |
| Vico          | (desc.)        | 1708                        | De nostri temporis studiorum ratione       | De la razón de los estudios de nuestro tiempo                   | José Rafael Herrera y Franklin Pérez Maldonado | Estudios Hegelianos | ✘                  | ✔               | ✘               |
| Marx y Engels | 2004           | 1848                        | Manifest der Kommunistischen Partei        | Manifiesto del partido comunista                                | José Rafael Herrera                            | Estudios Hegelianos | ✘                  | ✔               | ✘               |
| Croce         | (desc.)        | 1948                        | Indagini su Hegel e Schiarimenti           | Una página desconocida de los últimos meses de la vida de Hegel | José Rafael Herrera                            | Apuntes filosóficos | ISSN: 1316-7553    | ✔               | ✘               |

### Artículos
| Año  | Título | Publicación | Volumen     | Número      | Identificador           | Idioma  |
| ---- | --- | --- | ----------- | ----------- | ----------------------- | ------- |
| 1993 | El concepto de ironía en Marx                                                                                              | Apuntes filosóficos (revista de la Escuela de Filosofía de la UCV)                                                            | 2           | 3           | ISSN: 1316-7553         | español |
| 1998 | El maestro Núñez Tenorio                                                                                                   | Apuntes filosóficos (revista de la Escuela de Filosofía de la UCV)                                                            | (desc.)     | 12          | ISSN: 1316-7553         | español |
| 2002 | La crítica de Hegel al ideal kantiano de una religión dentro de los límites de la razón                                    | Apuntes filosóficos (revista de la Escuela de Filosofía de la UCV)                                                            | (desc.)     | 21          | ISSN: 1316-7553         | español |
| 2004 | La concepción viquiana de «sociedad civil»                                                                                 | Apuntes filosóficos (revista de la Escuela de Filosofía de la UCV)                                                            | (desc.)     | 24-25       | ISSN: 1316-7553         | español |
| 2005 | Los presocráticos: entrevista a Giulio Pagallo                                                                             | Apuntes filosóficos (revista de la Escuela de Filosofía de la UCV)                                                            | (desc.)     | 27          | ISSN: 1316-7553         | español |
| 2006 | Historia y eticidad en la filosofía de Hegel                                                                               | Apuntes filosóficos (revista de la Escuela de Filosofía de la UCV)                                                            | (desc.)     | 28          | ISSN: 1316-7553         | español |
| 2006 | Tres consideraciones sobre el sentido histórico de la Fenomenología del Espíritu de Hegel                                  | Apuntes filosóficos (revista de la Escuela de Filosofía de la UCV)                                                            | (desc.)     | 29          | ISSN: 1316-7553         | español |
| 2008 | Vico y Descartes | Apuntes filosóficos (revista de la Escuela de Filosofía de la UCV)                                                            | (desc.)     | 32          | ISSN: 1316-7553         | español |
| 2008 | Modernity and Trennung: Hegel and the Kantian Problem of Transcendental Imagination in the Origins of Illustrated Division | Recht und Frieden in der Philosophie Kants (Law and Peace in Kant’s Philosophy): Akten des X. Internationalen Kant-Kongresses | (no aplica) | (no aplica) | ISBN: 978-3-11-021034-7 | inglés  |
| 2012 | Un apologeta del entendimiento abstracto (Mínima emendatio)                                                                | Apuntes filosóficos | 21          | 41          | ISSN: 1316-7553         | español |
| 2012 | Amicus Iulius | Apuntes filosóficos | 21          | 41          | ISSN: 1316-7553         | español |